# Лесозащитная улица (Киев)
Лесозащи́тная у́лица (укр. Лісозахисна́ ву́лиця) — улица в Подольском районе города Киева, местность посёлок Шевченко. Пролегает от улицы Сошенко до Лесозащитного переулка.

## История
Возникла в середине XX века под названием 722-я Новая улица. Современное название — с 1953 года.
Улица образовывает полукольцо. Между улицей и Большой кольцевой дорогой расположен лес.